# Eriotheca crenulaticalyx
Eriotheca crenulaticalyx là một loài thực vật có hoa trong họ Cẩm quỳ. Loài này được A.Robyns mô tả khoa học đầu tiên năm 1964.